# Teratoneura
Teratoneura är ett släkte av fjärilar. Teratoneura ingår i familjen juvelvingar.
Kladogram enligt Catalogue of Life:
| Teratoneura | \| \| Teratoneura congoensis \| \| \| \| \| \| Teratoneura isabellae \| \| \| \| |
|             | \| \| Teratoneura congoensis \| \| \| \| \| \| Teratoneura isabellae \| \| \| \| |
|             | Teratoneura congoensis                                                           |
|             |                                                                                  |
|             | Teratoneura isabellae                                                            |
|             |                                                                                  |